# (187) Lamberta
(187) Lamberta és un asteroide que forma part del cinturó d'asteroides i va ser descobert per Jérôme Eugène Coggia l'11 d'abril de 1878 des de l'observatori de Marsella, a França.
Està anomenat en honor de l'astrònom alemany d'origen francès Johann Heinrich Lambert (1728-1777).

## Característiques orbitals
Lamberta està situat a una distància mitjana de 2,729 ua del Sol, i pot apropar-se fins a 2,072 ua. Té una inclinació orbital de 10,59° i una excentricitat de 0,2408. Empra 1.646 dies a completar una òrbita al voltant del Sol.